# Rhuis
Rhuis – miejscowość i gmina we Francji, w regionie Hauts-de-France, w departamencie Oise.
Według danych na rok 1990 gminę zamieszkiwały 63 osoby, a gęstość zaludnienia wynosiła 23 osoby/km² (wśród 2293 gmin Pikardii Rhuis plasuje się na 934. miejscu pod względem liczby ludności, natomiast pod względem powierzchni na miejscu 1078.).